# Chandrabindu
Le chandrabindu ou candrabindu (sanskrit en devanāgarī : चन्द्रबिन्दु candrabindu, « point [en forme de] lune ») est un diacritique (un point suscrit) marquant la nasalisation dans les écritures indiennes comme la devanagari, la bengali, la gujarati, l'odia et le télougou. Dans le sanskrit, le candrabindu indique le changement d'une nasale muette en anusvāra devant une semi-voyelle.

## Codage informatique
Codage Unicode :
| représentations | chaînes de caractères | points de code | descriptions                           |
| --------------- | --------------------- | -------------- | -------------------------------------- |
| ◌̐               | ̐                      | U+0310         | diacritique tchandrabindou (combinant) |
| ँ                | ँ                      | U+0901         | symbole dévanâgarî tchandrabindou      |
| ঁ                | ঁ                      | U+0981         | symbole bengali tchandrabindou         |
| ઁ                | ઁ                      | U+0A81         | symbole goudjarati tchandrabindou      |
| ଁ                | ଁ                      | U+0B01         | symbole oriya tchandrabindou           |
| ఁ                | ఁ                      | U+0C01         | symbole télougou tchandrabindou        |